# Scopula falsaria
Scopula falsaria är en fjärilsart som beskrevs av John Henry Leech 1897. Scopula falsaria ingår i släktet Scopula och familjen mätare. Inga underarter finns listade.